# Communic
I Communic sono una band progressive heavy metal norvegese, nata nel 2003.

## Formazione
- Oddleif Stensland - voce, chitarra
- Erik Mortensen - basso
- Tor Atle Andersen - batteria

## Discografia
Album in studio
- 2005 - Conspiracy in Mind
- 2006 - Waves of Visual Decay
- 2008 - Payment Of Existence
- 2011 - The Bottom Deep
- 2017 - Where Echoes Gather
- 2020 - Hiding From The World

Demo
- 2004 - Conspiracy in Mind